# Edzell
Edzell är en ort i Storbritannien.   Den ligger i kommunen Angus och riksdelen Skottland, i den norra delen av landet, 600 km norr om huvudstaden London. Edzell ligger 60 meter över havet och antalet invånare är 790.
Terrängen runt Edzell är platt åt sydost, men åt nordväst är den kuperad. Runt Edzell är det ganska tätbefolkat, med 86 invånare per kvadratkilometer. Närmaste större samhälle är Brechin, 7,8 km söder om Edzell. Trakten runt Edzell består till största delen av jordbruksmark.